# Reichsbahn Cloppenburg
Reichsbahn Cloppenburg (offiziell: Reichsbahn Sportgemeinschaft Cloppenburg) war ein Sportverein aus Cloppenburg in Niedersachsen. Die erste Fußballmannschaft spielte zwei Jahre in der seinerzeit erstklassigen Gauliga Weser-Ems.

## Geschichte
Der Verein wurde von Mitarbeitern der Deutschen Reichsbahn gegründet. Weder das Gründungsdatum als auch die Vereinsfarben sind bekannt. Im Jahre 1943 wurden die Cloppenburger in die seinerzeit erstklassige Gauliga Weser-Ems aufgenommen und zunächst der Staffel Oldenburg-Friesland zugeordnet. Nach vier Spielen, darunter ein 3:2-Sieg gegen den VfL Oldenburg, wurden die Reichsbahner in die Staffel Osnabrück versetzt, da dort zu wenig Mannschaften vorhanden waren. In der Osnabrücker Staffel blieben die Cloppenburger sieglos. Kurz vor Beginn der Saison 1944/45 wurde die Mannschaft zurückgezogen. Das weitere Schicksal des Vereins ist unbekannt.
Höhepunkt der Vereinsgeschichte war ein Freundschaftsspiel gegen die Soldatenmannschaft Rote Jäger am 4. März 1944. Dabei bildeten die Cloppenburger eine Spielgemeinschaft mit dem Luftwaffen SV Ahlhorn und verloren deutlich mit 0:6. Drei Tore für die Roten Jäger erzielte der spätere Nationalspieler und Weltmeister von 1954 Fritz Walter.